# Олган
Олган (на старогръцки: Ὄλγανος) в древногръцката митология е река и речен бог в Древна Македония.

## Описание
Олган е споменат от Елий Херодиан и Стефан Византийски. Според тях Олган е пръв син на Берес и брат на Миеза и Бероя, на които са кръстени селищата Миеза и Бер (Верия). В Копаново е намерен надписан бюст на Олган от II век, който е изложен в Берския археологически музей.